# 天主教古邦总教区
天主教古邦總教區（拉丁語：Archidioecesis Kupangensis）是印度尼西亞一個羅馬天主教總教區，位於帝汶島西南部，下轄威特布拉和阿坦布亞兩個教區。1998年有教友178,592人、42個堂區、81名司鐸。現任主教為伯多祿·圖朗。
1967年4月13日自阿坦布亞教區分出成為教區，1989年10月23日升為總教區。